# Polina Sergejewna Maltschikowa

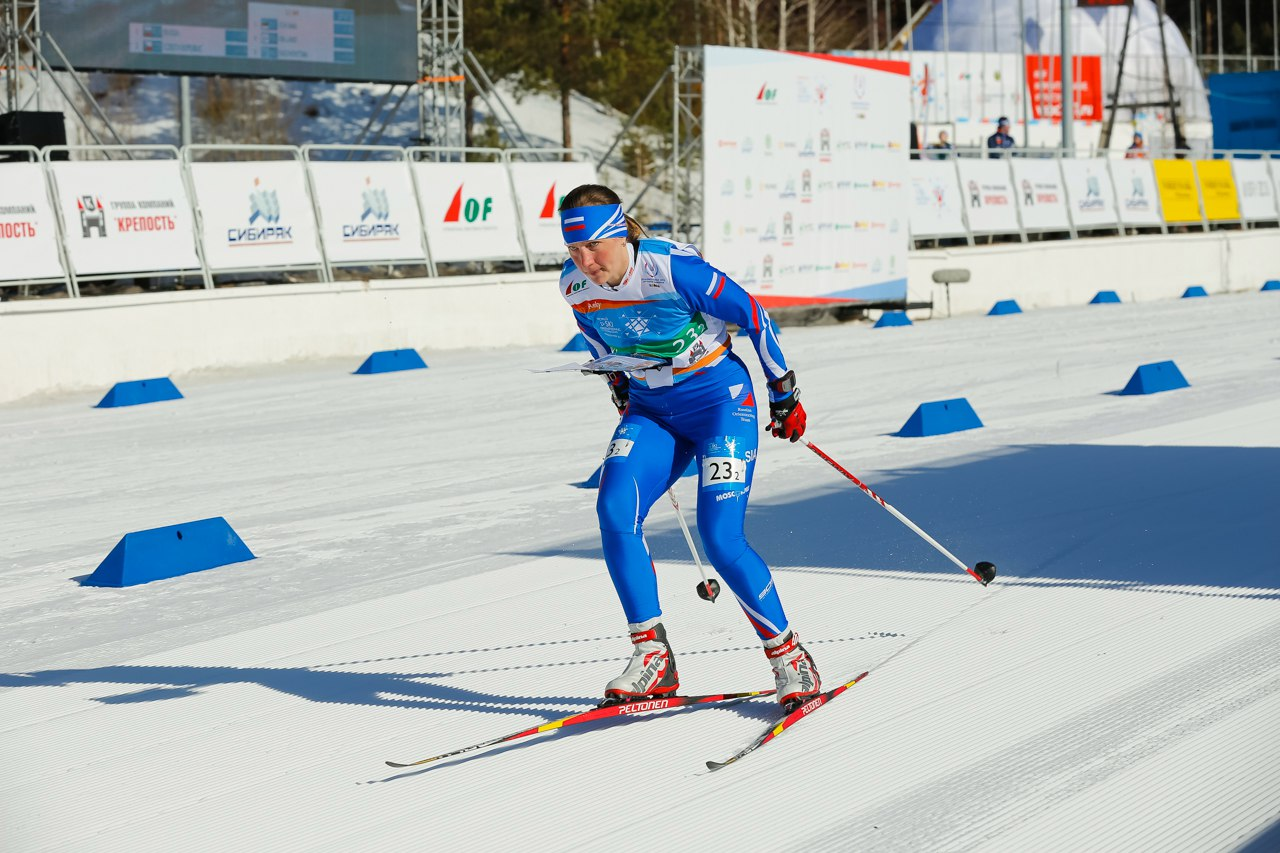
Polina Sergejewna Maltschikowa

Polina Sergejewna Maltschikowa (russisch Полина Сергеевна Мальчикова; * 1. März 1986 in Krasnojarsk) ist eine russische Ski-Orientierungsläuferin.

## Karriere
Maltschikowa kam 2002 über den Skilanglauf zum Ski-Orientierungslauf. 2009 nahm sie in Japan erstmals an den Weltmeisterschaften teil und gewann in der Staffel mit Anastasia Krawtschenko und Tatjana Wlassowa die Silbermedaille hinter der schwedischen Staffel. Bei den folgenden Weltmeisterschaften 2011 in Schweden gewann sie die Weltmeistertitel über die Mitteldistanz, mit Andrei Grigorjew in der Mixedstaffel sowie mit Aljona Trapeznikowa und Tatjana Koslowa in der Staffel. 2012 gewann sie die Europameistertitel über die Langdistanz sowie mit Grigorjew erneut die Mixedstaffel. Mit Koslowa und Natalja Tomilowa gewann sie außerdem Gold mit der Staffel. Das Staffelgold verteidigten die Russinnen bei den folgenden Europameisterschaften 2013 im lettischen Madona.
2017 wurde Polina Frolova bezüglich der Einnahme von Meldonium überführt. Neben dem Aberkennen sämtlicher Medaillen bei Europameisterschaften und Weltmeisterschaften im Jahr 2017 wurde auch eine Strafe von 4 Jahren ausgesprochen.

## Platzierungen
Weltmeisterschaften: (3 × Gold, 1 × Silber)
- 2009: 7. Platz Sprint, 15. Platz Mittel, 9. Platz Lang, 2. Platz Staffel
- 2011: 1. Platz Mittel, 5. Platz Lang, 1. Platz Mixed, 1. Platz Staffel
- 2013: 14. Platz Sprint, 5. Platz Mittel

Europameisterschaften: (4 × Gold, 3 × Silber)
- 2011: 2. Platz Sprint, 2. Platz Mittel, 9. Platz Lang
- 2012: 2. Platz Sprint, 5. Platz Mittel, 1. Platz Lang, 1. Platz Mixed, 1. Platz Staffel
- 2013: 5. Platz Sprint, 8. Platz Mittel, 11. Platz Lang, 1. Platz Staffel